# Eulemur rufifrons
Il lemure dalla fronte rossa (Eulemur rufifrons (Bennett, 1833)) è un lemure della famiglia Lemuridae, endemico del Madagascar.